# Naturalna stopa bezrobocia
Naturalna stopa bezrobocia (bezrobocie naturalne) – poziom bezrobocia występujący w gospodarce, gdy rynek znajduje się w stanie równowagi. Ekonomiści często definiują naturalną stopę bezrobocia jako sumę bezrobocia frykcyjnego i strukturalnego. Bezrobocie to wiąże się ze zmianami na rynku pracy związanymi z wahaniami aktywnością siły roboczej, likwidowaniem niektórych branż i powstawaniem nowych. Naturalna stopa bezrobocia w gospodarce rynkowej nigdy nie jest równa zero.

## Geneza
Pierwsze koncepcje naturalnej stopy bezrobocia pojawiły się w latach 60. XX wieku, a ich autorami byli Milton Friedman i Edmund S. Phelps. Twierdzili oni, że w gospodarce znajdującej się w stanie równowagi zawsze występuje pewien poziom bezrobocia, który jest niezależny od zmian w popycie globalnym. Występowanie naturalnej stopy bezrobocia M. Friedman wiązał z niedoskonałym funkcjonowaniem rynku pracy i jego odstępstwami od modelu doskonałej konkurencji. Friedman twierdził, że koszty zbierania informacji o wolnych miejscach pracy i wolnej sile roboczej, koszty mobilności siły roboczej, zmiany strukturalne na rynku pracy sprawiają, że w gospodarce zawsze występuje pewien poziom bezrobocia, który jest niezależny od zmian koniunktury gospodarczej.
Zarówno Phelps, jak i Friedman twierdzili, że w gospodarce występują mechanizmy które sprowadzają rynek pracy do naturalnej stopy bezrobocia. Różnica między bezrobociem faktycznym i naturalną stopą bezrobocia jest stanem przejściowym.
Teoria naturalnej stopy bezrobocia była dla ekonomistów kolejnym argumentem, który miał dowodzić niezasadność ekspansywnej polityki pieniężnej. Ekspansywna polityka pieniężna, której celem jest zapewnienie pełnego zatrudnienia w gospodarce przynosi, zdaniem części ekonomistów tylko krótkookresowe efekty. Ekspansja pieniężna powoduje, że w krótkim okresie w gospodarce dochodzi do wzrostu popytu, wzrostu cen, spadku poziomu płac realnych i wzrostu zatrudnienia. W długim okresie pracownicy zauważają spadek realnych płac i żądają wzrostu płac nominalnych. Rezultatem tego jest powrót do wyższych płac realnych, niższy poziom zatrudnienia i wyższa inflacja.

## Czynniki wpływające na naturalną stopę bezrobocia
- Jakość systemu informacji o wolnych miejscach pracy
- Jakość instytucji państwowych
- Wielkość zasiłku dla bezrobotnych
- Elastyczność systemu edukacji
- Mobilność siły roboczej
- Obecny poziom technologii

Rzeczywista i obecnie istniejąca stopa bezrobocia równa się z naturalną stopą bezrobocia w momencie, gdy okres poszukiwań pracy zachodzi w krótkim czasie, a pracodawcy mają możliwość zatrudnienia w stosunkowo odpowiednim czasie, bez opóźnień. Misją działań ekonomicznych w stosunku do rynku pracy jest utrzymanie aktualnej stopy bezrobocia na zrównoważonym poziomie z naturalną stopą bezrobocia.